# Карл I (граф Невера)
Карл I Бургундский (фр. Charles de Bourgogne; 1414 — 25 мая 1464) — граф Неверский и Ретельский с 1415 года. Старший сын Филиппа II Бургундского (1389—1415), графа Невельского и Ретельского, от второго брака с Бонной д’Артуа (1396—1425).

## Биография
В октябре 1415 года после гибели своего отца Филиппа Бургундского, графа де Невер, в битве с англичанами при Азенкуре Карл унаследовал графства Невер и Ретель. При малолетнем Карле регентшей в обоих графствах была его мать Бонна д’Артуа (1415—1424). Сам граф находился под покровительством своего двоюродного брата, могущественного герцога Бургундского Филиппа III Доброго (1419—1467), который в ноябре 1424 года женился на Бонне д’Артуа, матери Карла.
Граф Карл де Невер участвовал на стороне французов в Столетней войне с Англией, принимал участие в отвоевании Нормандии (1449—1450 годы) и Гиени (1451—1453 годы).
В конце правления Филиппа Доброго Карл Неверский был заподозрен в колдовстве и попытке отстранить от наследования Карла Смелого, графа де Шароле, сына герцога Бургундии. Карл де Невер вынужден был бежать во Францию.
В мае 1464 года Карл Бунгундский, граф Неверский и Ретельский, скончался. Ему наследовал младший брат Жан II (1464—1491).

## Семья
11 июня 1456 года Карл де Невер женился на Марии д’Альбре (ум. 1486), дочери Карла II д’Альбре (1407—1471), сеньора д’Альбре, и Анны д’Арманьяк (1402—1473), в браке с которой не имел потомства.